# Raïon de Gatchina
Le raïon de Gatchina (en russe : Гатчинский район, Gattchinski raion) est une subdivision administrative de l'oblast de Léningrad, dans le nord-ouest de la Russie. Son centre administratif est la ville de Gatchina.

## Géographie
Le raïon couvre une superficie de 2 940 km2.
Le raïon de Gatsina est bordé au nord par le raïon de Lomonossov de l'oblast de Leningrad, au nord-est par la ville de Saint-Pétersbourg, à l'est par le raïon de Tosno, au sud par le raïon de Louga et à l'ouest par le raïon de Volossovo.

## Population
Recensements (*) ou estimations de la population :
| 1979*   | 1989    | 2002    | 2010    |
| ------- | ------- | ------- | ------- |
| 128 735 | 138 022 | 132 010 | 122 999 |

| 2013    | 2015    | 2021    | - |
| ------- | ------- | ------- | - |
| 241 620 | 246 223 | 232 752 | - |